# Sermano
Sermano (korsisch Sermanu) ist eine französische Gemeinde im Département Haute-Corse in der Region Korsika. Sie gehört zum Arrondissement Corte und zum Kanton Golo-Morosaglia. Die Bewohner nennen sich Sermanacci.

## Geografie
Sermano liegt auf der Insel Korsika, etwa 15 Kilometer östlich von Corte, 762 Metern über dem Meeresspiegel. Die Nordspitze der Gemeindegemarkung bildet mit 1420 m den höchsten Punkt – der Südwesthang des Gipfels Punta si San Cervone. Die Nachbargemeinden sind
- Rusio im Nordwesten,
- Carticasi und Bustanico im Nordosten,
- Alando im Osten,
- Favalello im Süden,
- Castellare-di-Mercurio im Westen.

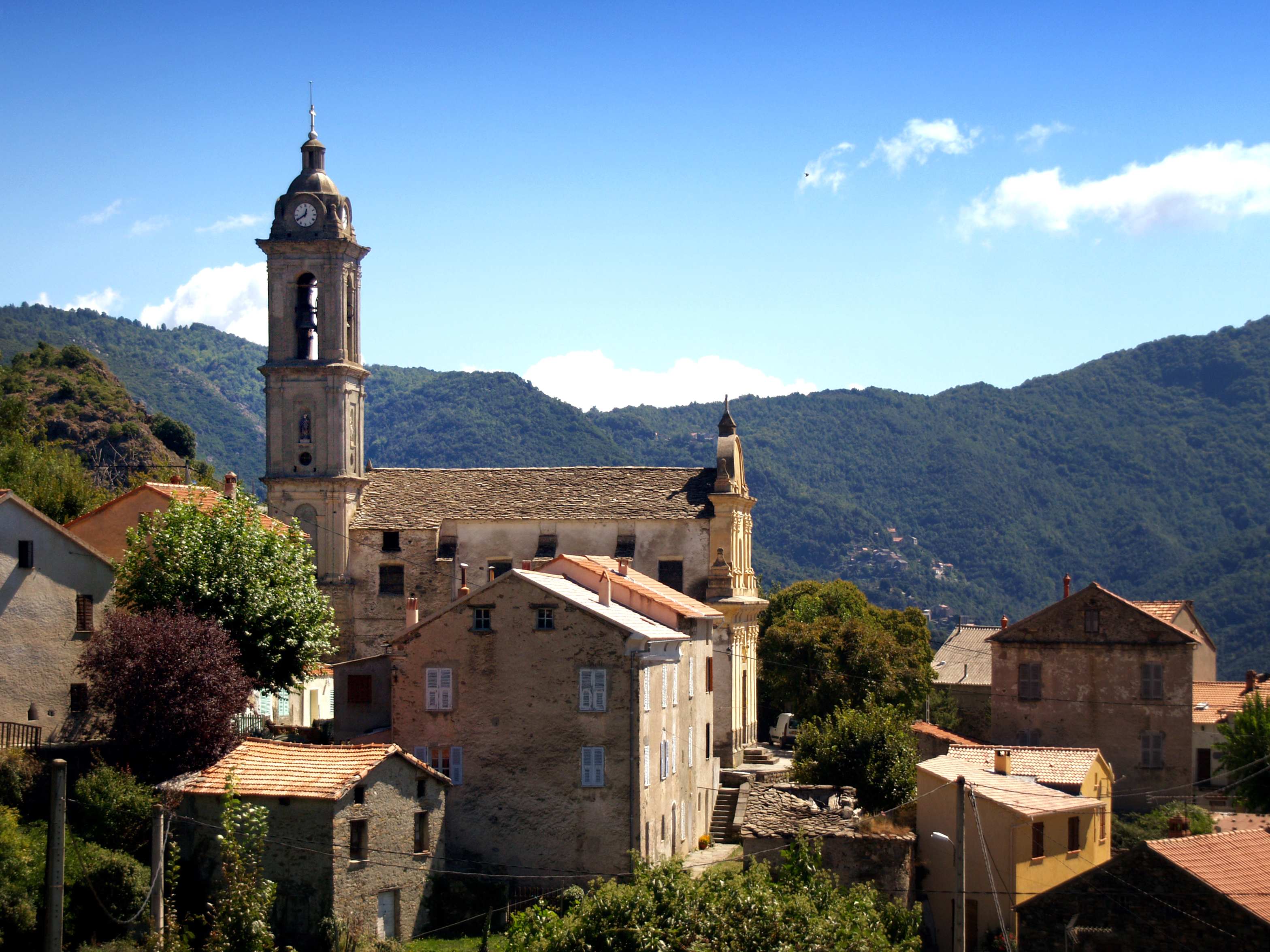
Verkündigungskirche (Église de l'Annonciation)
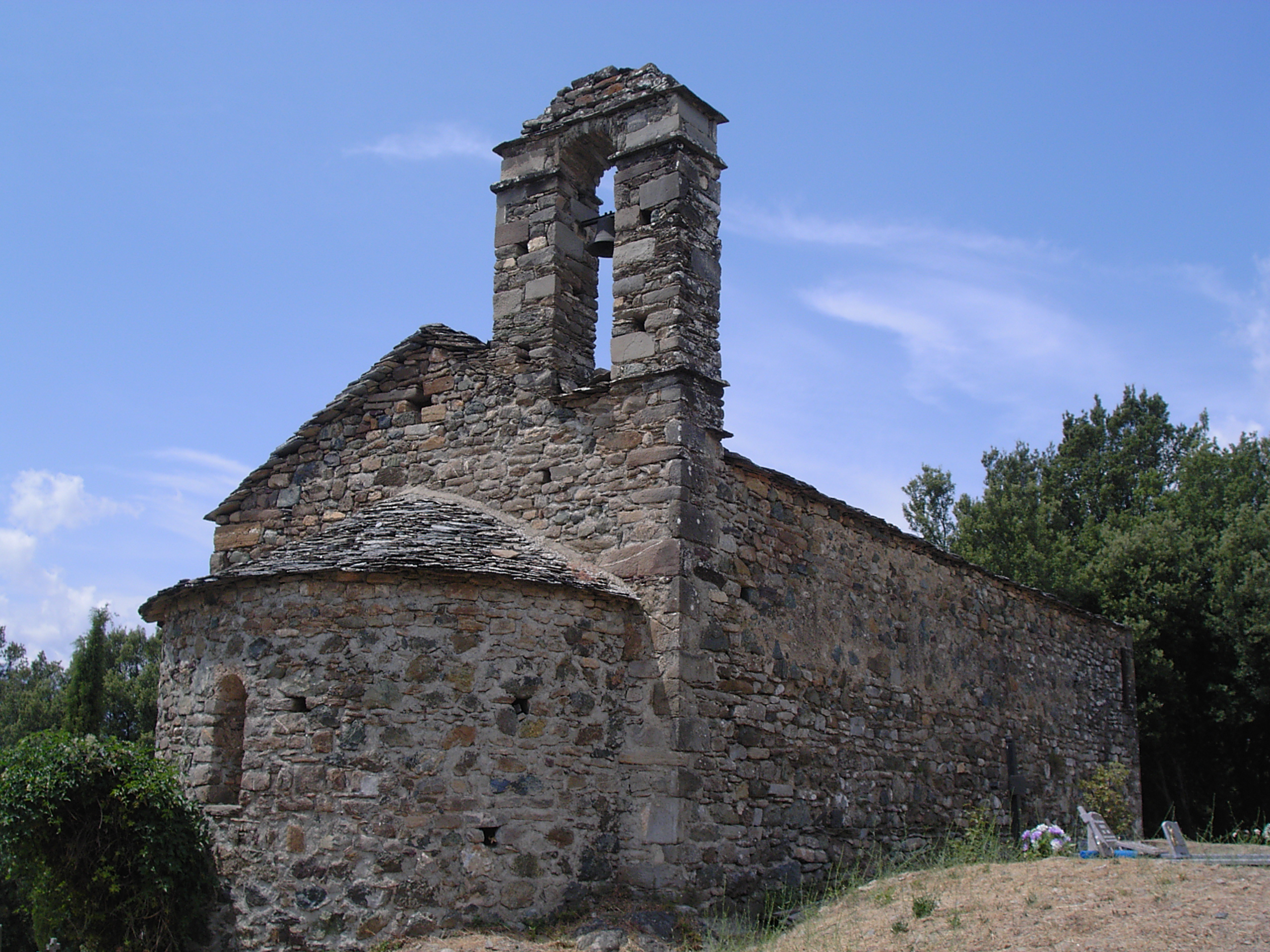
Kapelle San Niculaiu resp. Saint-Nicolas

## Geschichte
Sermano war ab 1954 der Hauptort (Chef-lieu) des Kantons Sermano. Dieser umfasste auch die Gemeinden Alando, Alzi, Bustanico, Castellare-di-Mercurio, Favalello, Mazzola, Sant’Andréa-di-Bozio, Santa-Lucia-di-Mercurio und Tralonca. Er wurde in den frühen Siebzigerjahren vom neugeschaffenen Kanton Bustanico abgelöst.

### Bevölkerungsentwicklung
| Jahr      | 1962 | 1968 | 1975 | 1982 | 1990 | 1999 | 2008 | 2012 |
| --------- | ---- | ---- | ---- | ---- | ---- | ---- | ---- | ---- |
| Einwohner | 108  | 90   | 85   | 76   | 63   | 76   | 75   | 64   |